# Shon Weissman
Shon Zalman Weissman (hebr. ‏שון וייסמן‎, ur. 14 lutego 1996 w Kirjat Chajjim w obszarze metropolitalnym Ha-Kerajot) – izraelski piłkarz, występujący na pozycji napastnika w hiszpańskim klubie Granada CF oraz w reprezentacji Izraela.

## Kariera klubowa

### Maccabi Hajfa
Weissman rozpoczął swoją karierę klubową w Maccabi Hajfa, w której zadebiutował w wieku 17 lat w meczu Ligat ha’Al z Hapoel Beer Szewa, rozegranym 20 lutego 2014, który zakończył się porażką 3:1. Debiutancki sezon zakończył z 10 występami, w których nie zdobył bramki. W następnym sezonie rozegrał tylko 2 mecze i został wypożyczony do Hapoel Akka. Po rozegraniu 18 meczów i niestrzeleniu gola, Maccabi skróciło jego wypożyczenie i Weissman powrócił do klubu w styczniu 2016. Na sezon 2016/2017 został wypożyczony do drugoligowego klubu Maccabi Netanja, w barwach którego zdobył 12 goli w 21 ligowych spotkaniach i pomógł zespołowi awansować do pierwszej klasy rozgrywkowej w Izraelu. W sezonie udało mu się rozegrać jeden mecz w Maccabi Hajfa po czym został wypożyczony do Hapoel Ironi Kirjat Szemona, występującego w Ligat ha’Al. Pierwszą bramkę dla nowego klubu i jednocześnie pierwszą w pierwszej lidze izraelskiej strzelił 9 września 2017 w meczu z FC Aszhod (2:0). Łącznie wystąpił w 31 meczach, w których strzelił 3 gole. Sezon 2018/2019 rozpoczął w Maccabi Hajfa notując porażkę 2:0 z Maccabi Tel Awiw. Już w drugim spotkaniu udało mu się strzelić pierwszą bramkę dla Maccabi Hajfy. 9 marca 2019 w meczu ligi z Hapoel Ironi Kirjat Szemona po raz pierwszy zdobył dwa gole. Sezon zakończył z 9 bramkami, które zdobył w 26 meczach. Łącznie dla Maccabi Hajfy rozegrał 39 meczów, w których strzelił 9 bramek.

### Wolfsberger AC
20 czerwca 2019, Weissman podpisał dwuroczny kontrakt z austriackim klubem Wolfsberger AC. W barwach nowego klubu zadebiutował 20 lipca w wygranym 9:0 meczu Pucharu Austrii z SAK Klagenfurt, w którym zdobył swoje dwie pierwsze bramki dla Wolfsbergu. W austriackiej Bundeslidze zadebiutował 27 lipca w meczu z Admirą Wacker (3:0), przeciwko której zanotował dublet. 17 sierpnia w meczu z SV Mattersburg, Weissman zdobył 4 gole. 19 września zdobył pierwszą bramkę w rozgrywkach europejskich, pokonując bramkarza Borussii Mönchengladbach w ramach fazy grupowej Ligi Europy UEFA. 25 września w meczu 2. rundy Pucharu Austrii z ASTV Wolfsberg zanotował hat-tricka.
Łącznie w sezonie 2019/2020 strzelił 37 goli w 40 meczach. Z 30 bramkami został królem strzelców austriackiej Bundesligi.

### Real Valladolid
31 sierpnia 2020 Real Valladolid i Wolfsberger AC ogłosiły osiągnięcie porozumienia w sprawie transferu Shona Weissmana. Z hiszpańskim klubem podpisał kontrakt obowiązujący do 2024. 13 września w zremisowanym 1:1 meczu z Realem Sociedad zadebiutował w rozgrywkach Primera Division. 11 grudnia w meczu 9. kolejki przeciwko CA Osasuna (3:2) strzelił dwie pierwsze bramki dla Realu Valladolid. Łącznie w sezonie 2020/2021 zanotował 7 trafień, z czego 6 w lidze. Real Valladolid rozgrywki ligowe zakończył na 19. miejscu, przez co został spadł do Segunda División.
Pierwszego gola w drugiej klasie rozgrywkowej w Hiszpanii strzelił 29 sierpnia 2021 w meczu przeciwko CD Lugo (2:0). Ogólnie w sezonie 2021/2022 strzelił 21 bramek, w tym 20 w lidze, a jedną w Pucharze Hiszpanii. Real, z 81 punktami, awansował po roku nieobecności do La Ligi. Z powodu urazu uda pauzował przez pierwsze 3 ligowe mecze, a pierwsze spotkanie w sezonie 2022/2023 rozegrał 5 września 2022 przeciwko UD Almería, w którym strzelił jedyną bramkę spotkania.

## Kariera reprezentacyjna
Po grze w młodzieżowych reprezentacjach Izraela, Weissman w seniorskiej drużynie zadebiutował 9 września 2019 w meczu eliminacji do Mistrzostw Europy 2020 z reprezentacją Słowenii (2:3). Pierwszą bramkę strzelił 4 września 2021 w wygranym 5:2 meczu eliminacji do Mistrzostw Świata 2022 z Austrią.

## Statystyki

### Klubowe
(Aktualne na koniec sezonu 2022/2023)
| Klub                               | Sezon              | Liga                  | Liga  | Liga   | Puchar kraju | Puchar kraju | Europa | Europa | Suma  | Suma   |
| Klub                               | Sezon              | Liga                  | Mecze | Bramki | Mecze        | Bramki       | Mecze  | Bramki | Mecze | Bramki |
| ---------------------------------- | ------------------ | --------------------- | ----- | ------ | ------------ | ------------ | ------ | ------ | ----- | ------ |
| Maccabi Hajfa                      | 2013/2014          | Ligat ha’Al           | 10    | 0      | –            | –            | –      | –      | 10    | 0      |
| Maccabi Hajfa                      | 2014/2015          | Ligat ha’Al           | 2     | 0      | –            | –            | –      | –      | 2     | 0      |
| Maccabi Hajfa                      | 2017/2018          | Ligat ha’Al           | 1     | 0      | –            | –            | –      | –      | 1     | 0      |
| Maccabi Hajfa                      | 2018/2019          | Ligat ha’Al           | 25    | 8      | 1            | 1            | –      | –      | 26    | 9      |
| Maccabi Hajfa                      | Ogólnie            | Ogólnie               | 38    | 8      | 1            | 1            | 0      | 0      | 39    | 9      |
| Hapoel Akka (wyp.)                 | 2015/2016          | Ligat ha'Al           | 18    | 0      | –            | –            | –      | –      | 18    | 0      |
| Maccabi Netanja (wyp.)             | 2016/2017          | Liga Leumit           | 21    | 12     | 1            | 0            | –      | –      | 22    | 12     |
| Hapoel Ironi Kirjat Szemona (wyp.) | 2017/2018          | Ligat ha'Al           | 27    | 3      | 4            | 0            | –      | –      | 31    | 3      |
| Wolfsberger AC                     | 2019/2020          | Bundesliga austriacka | 31    | 30     | 3            | 5            | 6      | 2      | 40    | 37     |
| Real Valladolid                    | 2020/2021          | Primera División      | 32    | 6      | 2            | 1            | –      | –      | 34    | 7      |
| Real Valladolid                    | 2021/2022          | Segunda División      | 38    | 20     | 3            | 1            | –      | –      | 41    | 21     |
| Real Valladolid                    | 2022/2023          | Primera División      | 15    | 1      | 2            | 1            | –      | –      | 17    | 2      |
| Real Valladolid                    | Ogólnie            | Ogólnie               | 85    | 27     | 7            | 3            | 0      | 0      | 92    | 30     |
| Granada CF (wyp.)                  | 2022/2023          | Segunda División      | 13    | 1      | 0            | 0            | –      | –      | 13    | 1      |
| Ogólnie w karierze                 | Ogólnie w karierze | Ogólnie w karierze    | 233   | 81     | 16           | 9            | 6      | 2      | 255   | 92     |

### Reprezentacyjne
(Aktualne na 19 czerwca 2023)
| Reprezentacja | Rok     | Mecze | Bramki |
| ------------- | ------- | ----- | ------ |
| Izrael        | 2019    | 4     | 0      |
| Izrael        | 2020    | 7     | 0      |
| Izrael        | 2021    | 9     | 2      |
| Izrael        | 2022    | 5     | 2      |
| Izrael        | 2023    | 4     | 1      |
| Łącznie       | Łącznie | 25    | 4      |

## Sukcesy

### Maccabi Netanja
- Mistrzostwo Izraela: 2016/2017

### Granada CF
- Mistrzostwo Segunda División: 2022/2023

### Indywidualne
- Król strzelców austriackiej Bundesligi: 2019/2020 (30 goli)[7]

### Wyróżnienia
- Najlepszy piłkarz austriackiej Bundesligi (2. miejsce): 2019/2020[16]

- Drużyna sezonu austriackiej Bundesligi: 2019/2020
- Piłkarz sezonu w Realu Valladolid: 2021/2022[17]